# Tirsà
Tirsà era una ciutat de Canaan, del hebreu תרצה (Tirzah), esmentada a les Escriptures Hebrees. Els descobriments arqueològics semblen identificar-la amb Tell el-Far'ah, que està a uns 10 km de Siquem.
Dirigits per Josuè, els israelites van derrotar el rei de Tirsà quan van entrar a Canaan, i segles més tard, Jeroboam, el primer rei del regne septentrional d'Israel, després de la divisió del Regne d'Israel, va transferir la seva residència a aquesta ciutat. Sembla que Tirsà va continuar sent la capital del regne durant els regnats de Nadab, el fill de Jeroboam i dels seus successors Baixà, Elà i Zimrí. Aquest últim es va suïcidar en Tirsà quan Omrí va capturar la ciutat. Després de regnar en Tirsà durant sis anys, Omrí va edificar Samaria i la va fer capital en comptes de Tirsà. Més de cent cinquanta anys després, Menahem, un resident de Tirsà, va matar Xaŀlum i va arribar a ser rei a Samaria.